# Antaeotricha
Antaeotricha là một chi bướm đêm thuộc họ Oecophoridae. Đây là chi lớn nhất trong phân họ Stenominae, với hơn 40 loài ở Bán cầu tây.

## Loài chọn lọc
- Antaeotricha agriochista (Meyrick, 1927)
- Antaeotricha arizonensis Ferris, 2010 -Ferris's Antaeotricha Moth
- Antaeotricha decorosella (Busck, 1908)
- Antaeotricha furcata (Walsingham, 1889)
- Antaeotricha fuscorectangulata Duckworth, 1964
- Antaeotricha haesitans (Walsingham, 1912)
- Antaeotricha humilis (Zeller, 1855) -Dotted Anteotricha Moth
- Antaeotricha irene (Barnes & Busck, 1920)
- Antaeotricha leucillana Zeller, 1854 -Pale Gray Bird-dropping Moth
- Antaeotricha lindseyi (Barnes & Busck, 1920)
- Antaeotricha manzanitae Keifer, 1937
- Antaeotricha osseella (Walsingham, 1889)
- Antaeotricha pseudochyta Meyrick, 1915
- Antaeotricha schlaegeri (Zeller, 1854) -Schlaeger's Fruitworm Moth
- Antaeotricha suffumigata Walsingham, 1897
- Antaeotricha thomasi (Barnes & Busck, 1920)
- Antaeotricha unipunctella (Clemens, 1863)
- Antaeotricha vacata Meyrick, 1925
- Antaeotricha vestalis (Zeller, 1873) -Vestal Moth